# مالكوم ألين
مالكوم ألين هو سياسي كندي، ولد في 30 مايو 1953 في غلاسكو في المملكة المتحدة. حزبياً، نشط في الحزب الديمقراطي الجديد. وقد انتخب عضو مجلس العموم الكندي عن دائرة Niagara South (federal electoral district) ‏ وقد انضم خلال فترته النيابية ‏  للكتلة البرلمانية الحزب الديمقراطي الجديد.